# ريجنالد جاكسون
ريجنالد جاكسون (بالإنجليزية: Reginald Jackson)‏ هو سياسي أسترالي، ولد في 12 ديسمبر 1897، وتوفي في 16 أغسطس 1969. انتخب عضو المجلس التشريعي نيو ساوث ويلز.